# EMR, Murer & Entreprenør
EMR, Murer & Entreprenør A/S er en landsdækkende dansk byggevirksomhed med hovedkvarter i Nørre Snede. EMR udfører næsten alle slags byggerier i Danmark. I EMR indgår også Entreprenørfirmaet Poul Pedersen A/S. Samlet er der 330 ansatte. Årsomsætningen var i 2023 på 1,25 mia. kroner. Historien begyndte 1. april 1968, med den nyuddannede unge murer Erik Møller Rasmussen som besluttede sig for at starte egen virksomhed og grundlagde det, der i dag kendes som EMR Murer og Entreprenør A/S.